# ماسارو ناشیموتو
ماسارو ناشیموتو (انگلیسی: Masaru Nashimoto; ۱ دسامبر ۱۹۴۴ – ۲۱ اوت ۲۰۱۰) روزنامه‌نگار، و رمان‌نویس اهل ژاپن بود.